# 4424 Arkhipova
4424 Arkhipova eller 1967 DB är en asteroid i huvudbältet som upptäcktes den 16 februari 1967 av den ryska astronomen Tamara Smirnova vid Krims astrofysiska observatorium på Krim. Den har fått sitt namn efter den ryska opera- och kammarsångaren (mezzosopran) Irina Archipova.
Asteroiden har en diameter på ungefär 24 kilometer.